# Тапёр (фильм)
«Тапёр» (латыш. Tapers) — художественный фильм режиссёра Роланда Калныньша. Снят на Рижской киностудии по сценарию Т. Маргевича в 1989 году.

## Сюжет
Талантливый мальчик из рабочей семьи мечтает стать пианистом. Отец ведёт его на прослушивание к профессору и получает заверение, что из ребёнка никогда не получится хорошего музыканта.
Благодаря упорному труду Лаймонис поступает в консерваторию и успешно заканчивает её. С раннего детства вращаясь в среде музыкантов, Лаймонис имеет постоянную возможность подработать тапёром в ресторанах и танцевальных залах.
На одной из таких вечеринок он встречает Аниту, учившуюся с ним в школе, и женится на ней. В доме молодожёнов побеждает атмосфера постоянного веселья с неизменной выпивкой. Он едва не теряет возможность заниматься любимым делом. Его, молодого руководителя эстрадного оркестра, выгоняют за прогул из филармонии. Жена уходит к другому, и кажется, что жизнь уже окончена.
Неожиданно по радио передают написанную им песню, и друзья помогают восстановиться на работе. Он едет отдохнуть и немного подработать на Черноморское побережье. Там он встречает и влюбляется в Ребеку, женщину, ставшую его надёжной опорой. Зная, что ему не надо волноваться о доме, он с головой уходит в работу и создаёт на базе старого оркестра новый перспективный коллектив.
Его песни из года в год занимают первые места в списках популярных исполнителей. Музыка заполнила его жизнь полностью. Старые друзья ушли, новые не появились, всё растворилось на нотном листе. Он остался тем же тапёром, каким был в годы своей юности.

## В ролях
- Франк Матусс — Лаймонис Парумс
- Лиана Упениеце — Анита Парума
- Катерина Евро — Ребека
- Гунар Цилинский — профессор Лазда
- Петерис Гаудиньш — Ояр Лазда
- Улдис Думпис — профессор Харолд Брунайс
- Волдемар Зандберг — отец Лаймониса
- Астрида Кайриша — мать Лаймониса
- Петерис Лиепиньш — художник Хубертс Озолс, друг Лаймониса
- Мирдза Мартинсоне — Мара, солистка эстрадного оркестра
- Юрис Лиснерс — Йоган
- Харий Спановскис — Фред
- Илзе Рудолфа — Янина[источник не указан 4177 дней]
- Байба Индриксоне — эпизод

## Съёмочная группа
- Сценарист: Таливалдис Маргевич
- Режиссёр: Роланд Калныньш
- Оператор: Альгимантас Моцкус
- Композитор: Олав Эхала
- Художник: Гунарс Балодис